# Один доллар Лафайета
До́ллар Лафайе́та (англ. Lafayette dollar) — серебряная монета США номиналом в 1 доллар, выпущенная в 1900 году в рамках участия Соединённых Штатов во Всемирной выставке в Париже. Монета получила название в честь маркиза Жильбера де Лафайета, портрет которого, наравне с профилем Джорджа Вашингтона, расположен на аверсе. Дизайн монеты был разработан главным гравёром Монетного двора США Чарльзом Барбером. Доллар Лафайета имеет ряд особенностей:
- первый и единственный памятный серебряный доллар США (до 1983 года)[4][5];
- первая монета США, на которой присутствует портрет президента[3];
- первая монета США, на которой присутствуют портреты американских граждан[6];
- первая монета США с изображением одного и того же человека на лицевой и оборотной сторонах[7].

На аверсе монеты расположены портреты Джорджа Вашингтона и Жильбера Лафайета в профиль. После разработки дизайна монеты Барбер заявил, что основой для его работы послужили скульптура Вашингтона авторства Жан-Антуаном Гудона и медаль Лафайета 1824 года от Франсуа Огюстена Конуа. Для изображения реверса гравёр использовал ранний эскиз памятника Лафайету в Париже, разработанный Полом Вейландом Бартлеттом, фамилия которого указана в основании статуи на реверсе монеты.
Часть пятидесятитысячного тиража не была продана, и многие монеты попали в обращение. Спустя несколько лет после выпуска 14 000 монет были возвращены на монетный двор и в 1945 году переплавлены по решению Министерством финансов США. После этого окончательный тираж памятной монеты составил около 36 000 штук. На сегодняшний день стоимость доллара Лафайета, в зависимости от состояния, оценивается в сумму от нескольких сотен до нескольких тысяч долларов.

## История
Жильбер дю Мотье де Ла Файетт родился 6 сентября 1757 года в знатной французской семье. Мальчику не исполнилось и двух лет, когда его отец, гренадерский полковник, был убит в сражении у Миндена, и всё имущество по наследству перешло к юному потомку. В 1774 году молодой маркиз женился.

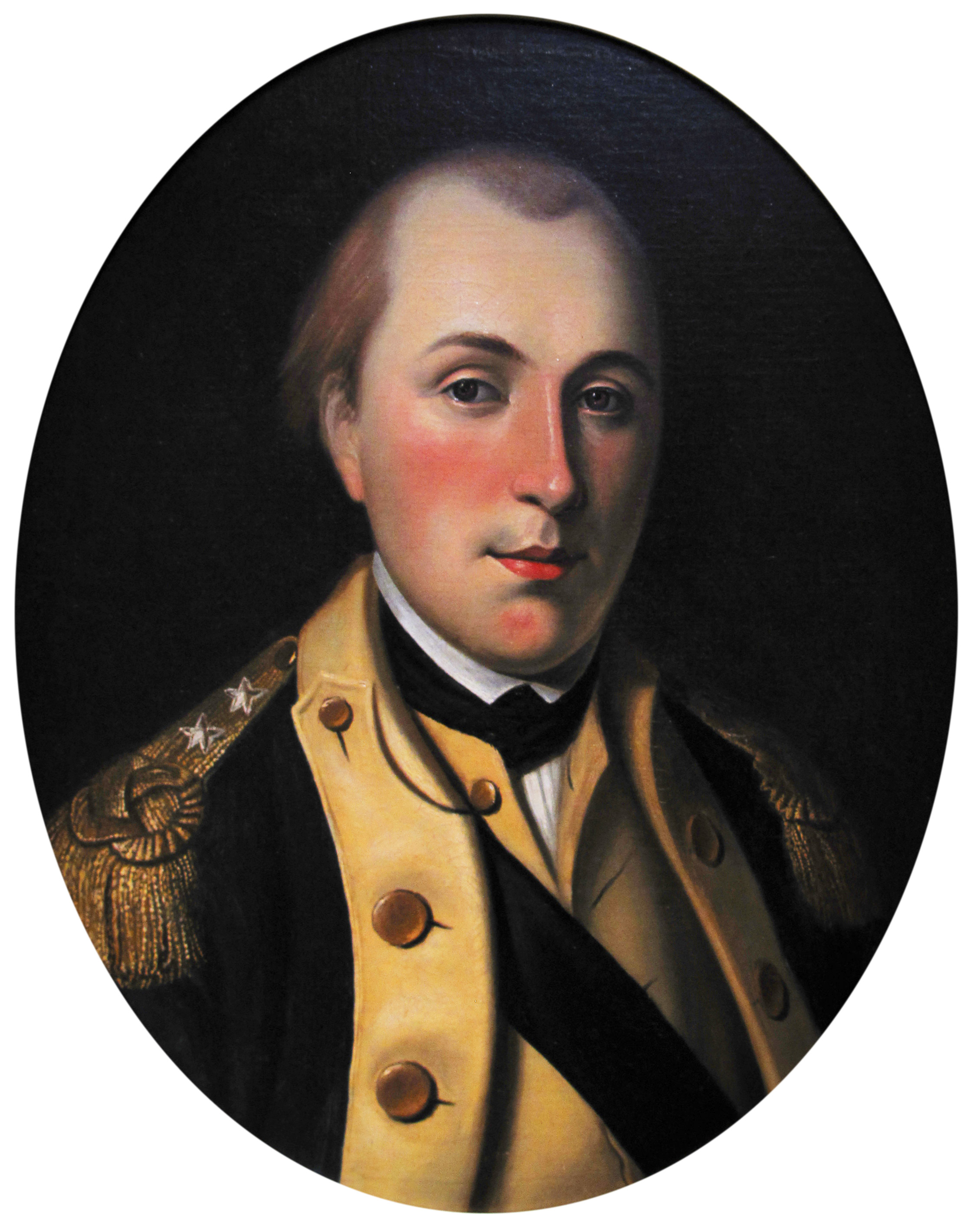
Молодой Жильбер де Лафайет в форме генерал-майора Континентальной армии

В 1775 году, во время прохождения военной службы в Меце, Лафайет узнал о восстании колонистов Северной Америки против британского правления, которое позже вылилось в американскую войну за независимость. Молодой офицер решил помочь американцам в стремлении обрести независимость: узнав, что у Второго Континентального конгресса не хватает средств, Лафайет нанял корабль за свой счёт и в 1777 году отплыл в Америку. Первоначально представители Конгресса приняли его холодно: многие иностранные офицеры, рассчитывая на улучшение собственного материального достатка, стремились присоединиться к Континентальной армии. Однако письмо офицера, не требовавшего за прохождение службы оплаты, в конечном итоге возымело успех. Конгресс также получил письмо от американского посланника во Франции Бенджамина Франклина, в котором говорилось, что семья Лафайета материально благополучна и влиятельна. Франклин призвал Конгресс принять Лафайета в ряды Континентальной армии и, кроме того, уберечь его от активного участия в боевых действиях, чтобы его смерть не навредила недавно налаженным отношениям США с Францией.

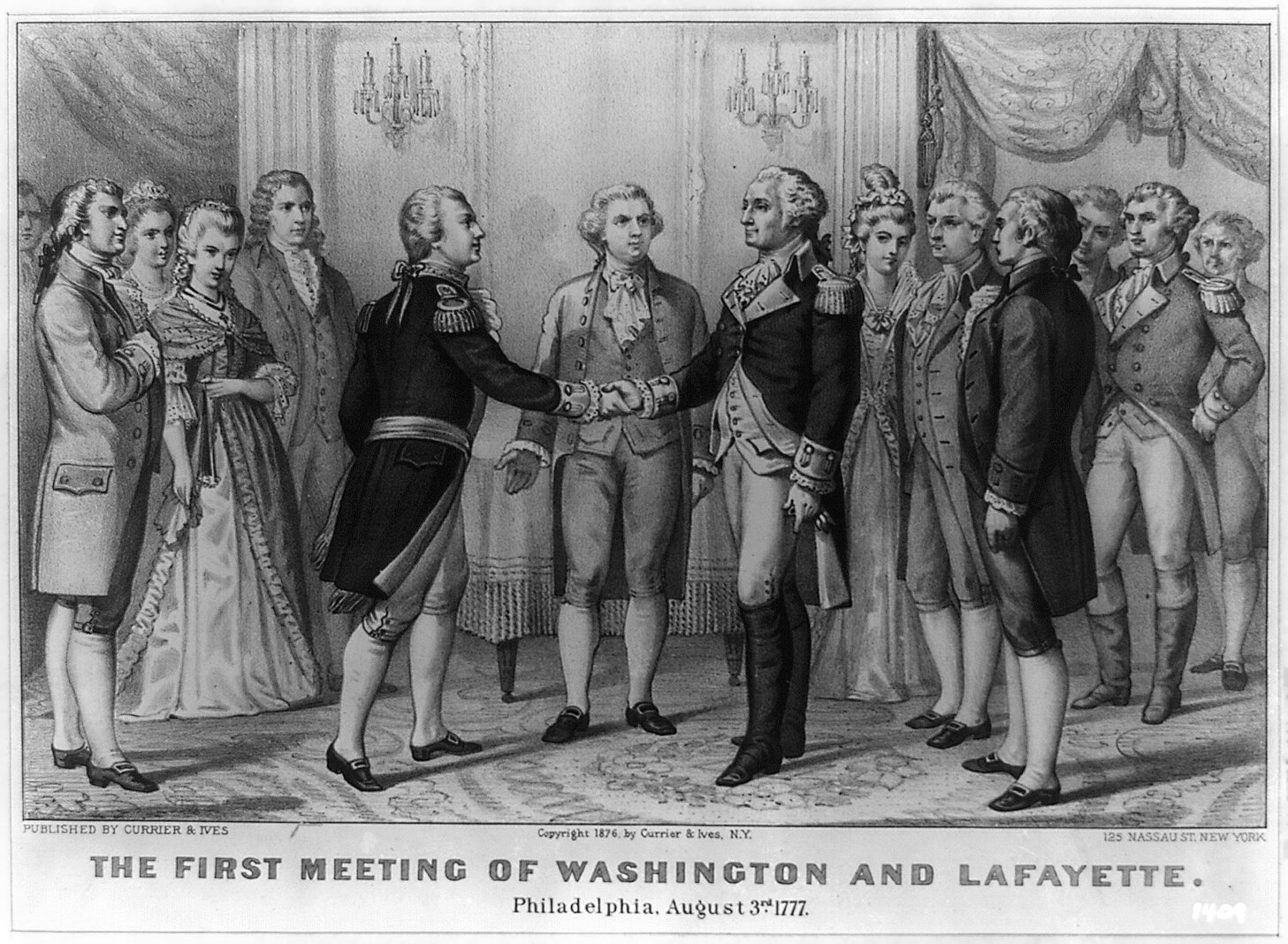
Первая встреча маркиза де Лафайета и генерала Джорджа Вашингтона, 3 августа 1777 года

В июле 1777 года Конгресс, приняв во внимание дворянское происхождение Лафайета, присвоил маркизу звание генерал-майора Континентальной армии и назначил его на пост начальника штаба. С командующим армией генералом Джорджем Вашингтоном, несмотря на разницу в возрасте, у молодого офицера установились близкие дружеские отношения. Несмотря на призывы Франклина не допускать Лафайета к реальным боевым действиям, молодой генерал-майор участвовал в битве при Брендивайне в сентябре 1777 года и был ранен на поле боя. Кроме того, Лафайет существенно помог в подготовке Йорктаунской кампании, которая привела к капитуляции британского генерал-лейтенанта лорда Корнуоллиса.
В 1781 году Лафайет вернулся во Францию, где так же, как и в США, был удостоен звания национального героя. Во Франции маркиз занимался политикой, в своих речах выступая за конституционную монархию. После взятия Бастилии и начала Великой французской революции Лафайет был назначен командующим Национальной гвардией и спустя несколько лет, в 1792 году, был взят в плен австрийцами. После того, как в 1797 году Наполеон Бонапарт организовал его освобождение, Лафайет вернулся во Францию и не занимался политикой вплоть до восстановления монархии в 1815 году, когда он вошёл в палату депутатов.
В 1824 году президент США Джеймс Монро пригласил Лафайета в Соединённые Штаты как «гостя нации». В честь прибытия в Нью-Йорк маркиза и его сына Джорджа Вашингтона Лафайета были организованы праздничные мероприятия. За последующие полтора года Лафайет посетил все 24 штата США. Маркиз вернулся во Францию в 1825 году, где и скончался спустя девять лет. По словам Арли Слабо, Лафайет, один из восьми человек, удостоившихся звания почётных граждан США, «стал настолько популярным и уважаемым в обеих странах, что дружба между двумя народами, укреплению которой он способствовал, продолжается и по сей день».

## Подготовка к выставке
В 1898 году видные американские деятели выступили с идеей воздвигнуть в Париже памятник маркизу де Лафайету. Одним из её сторонников был чикагский бизнесмен Фердинанд Пек, назначенный президентом Уильямом Мак-Кинли ответственным за экспозицию США на Всемирной выставке. Пек предложил внести проект памятника в планы американской делегации на Выставке, а также учредил специальную Мемориальную комиссию Лафайета (англ. Lafayette Memorial Commission) для сбора средств на создание и воздвижение памятника, в которую вошли такие государственные и общественные деятели, как сенатор от Айовы Уильям Аллисон, государственный секретарь Уильям Р. Дэй, архиепископ Джон Айрленд, преподобный Эдвард Хейл, секретарь Роберт Дж. Томпсон, а также казначей, контролёр денежного обращения (и будущий вице-президент США) Чарльз Гейтс Дауэс.
В марте 1898 года в Конгрессе США была представлена резолюция Мемориальной комиссии по установке памятника Лафайету в Париже. Законопроект был принят Сенатом, слушания прошли также в комитете Палаты представителей по иностранным делам. Нижней палатой Конгресса законопроект не рассматривался из-за более высоких приоритетов во время Испано-американской войны.
Сбор средств на возведение памятника стал одним из основных компонентов работы Комиссии; к проекту были привлечены американские школы. 19 октября 1898 года — 117-я годовщина капитуляции Корнуоллиса в Йорктауне — было объявлено первым Днём Лафайета в 42 штатах и территориях США. В связи с этим событием, во многих школах проводились праздничные мероприятия, где школьникам также было предложено пожертвовать средства на возведение монумента. Всего таким образом было собрано 45 858 долларов 30 центов.
Частью сбора средств на установку памятника был объявлен и выпуск памятной серебряной монеты номиналом в один доллар. В начале 1899 года Комиссия инициировала законопроект о предоставлении ей денежных средств в размере 50 000 долларов на выпуск 100 000 памятных монет номиналом в 50 центов. Данный способ помог в финансировании (хотя и с переменным успехом) Всемирной выставки 1893 года в Чикаго. Однако Конгрессом была принята иная редакция закона, предусматривавшая выделение средств на 50 000 серебряных монет номиналом в 1 доллар. Серебро должно было быть приобретено на открытом рынке, хотя было известно, что собственные запасы Монетного двора США истощились бы лишь в 1904 году. Кроме того, Конгрессом была установлена максимально возможная стоимость серебра для изготовления монет — 25 000 долларов. Окончательный проект монеты должен был быть отобран директором монетного двора с одобрения министра финансов.
Предполагалось, что цена монеты при покупке оптом будет составлять 1,5 доллара за штуку, в розницу — 4 доллара, однако в конце концов Мемориальная комиссия установила цену в 2 доллара за одну монету.

## Подготовка к выпуску

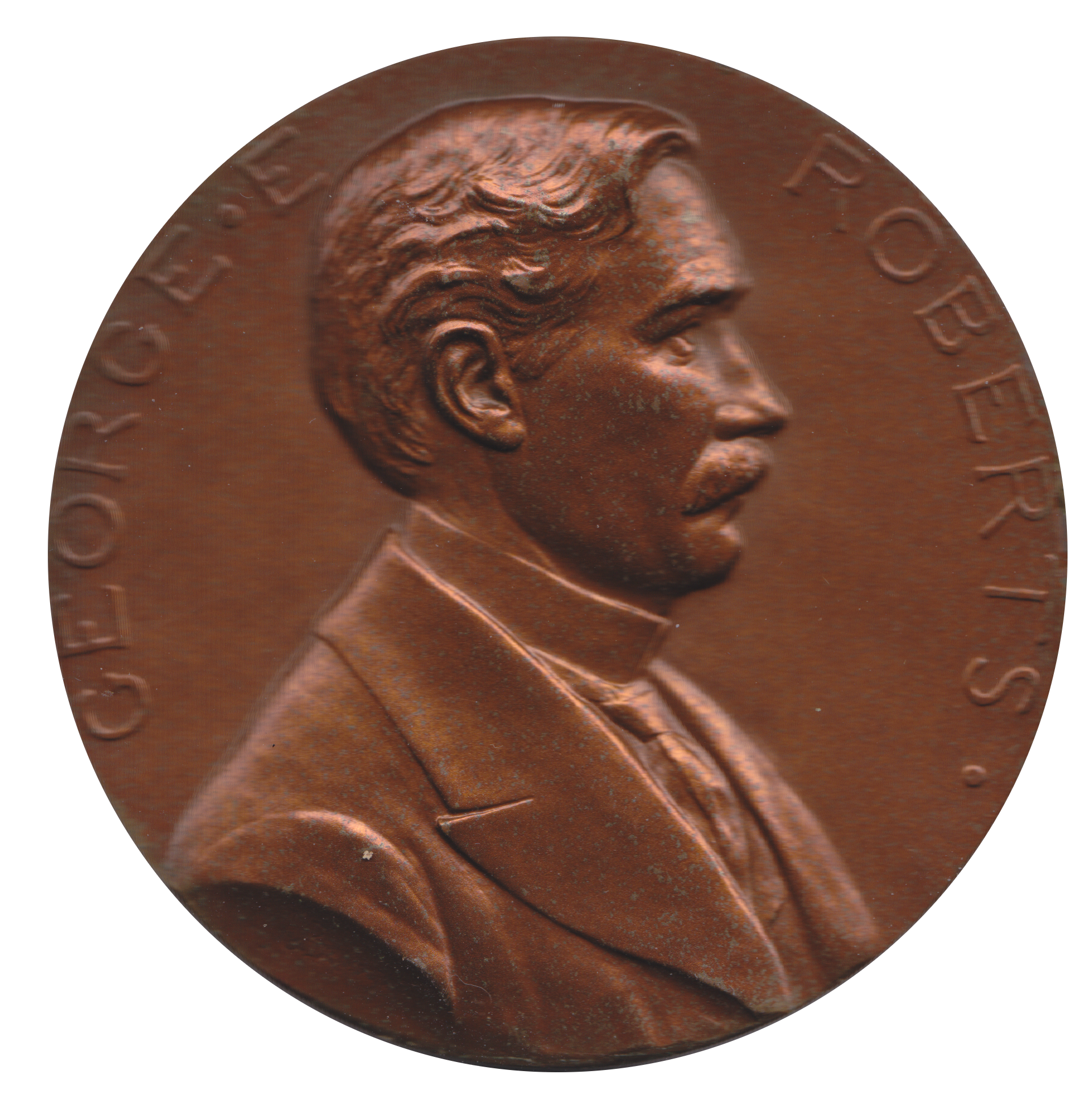
Медаль с изображением директора монетного двора Джорджа Э. Робертса работы Ч. Барбера

После принятия резолюции Бюро главного гравёра монетного двора Чарльза Барбера взяло на себя руководство проектом, стремясь избежать задержек и конфликтов, возникавших при подготовке двух предыдущих проектов: полудоллара с изображением Колумба и квотера Изабеллы. 24 марта 1899 года директор монетного двора Джордж Э. Робертс сообщил, что Мемориальная комиссия Лафайета рассматривает возможность поместить на одной стороне монеты изображение запланированного памятника. В соответствии с данным решением, суперинтенданту монетного двора Филадельфии Генри Бойеру была поручена разработка эскиза памятника.
12 апреля 1899 года главный гравёр получил от секретаря Комиссии Роберта Томпсона предварительный эскиз памятника — конную статую работы Пола Бартлетта. Барбер выдвинул на обсуждение Комиссией и другие проекты, в том числе с изображением стоящей фигуры Лафайета. Робертс одобрил ставший впоследствии окончательным эскиз Барбера с двойным портретом на аверсе и конной статуей на реверсе и, не посоветовавшись с Комиссией, сообщил о своём решении в American Journal of Numismatics.

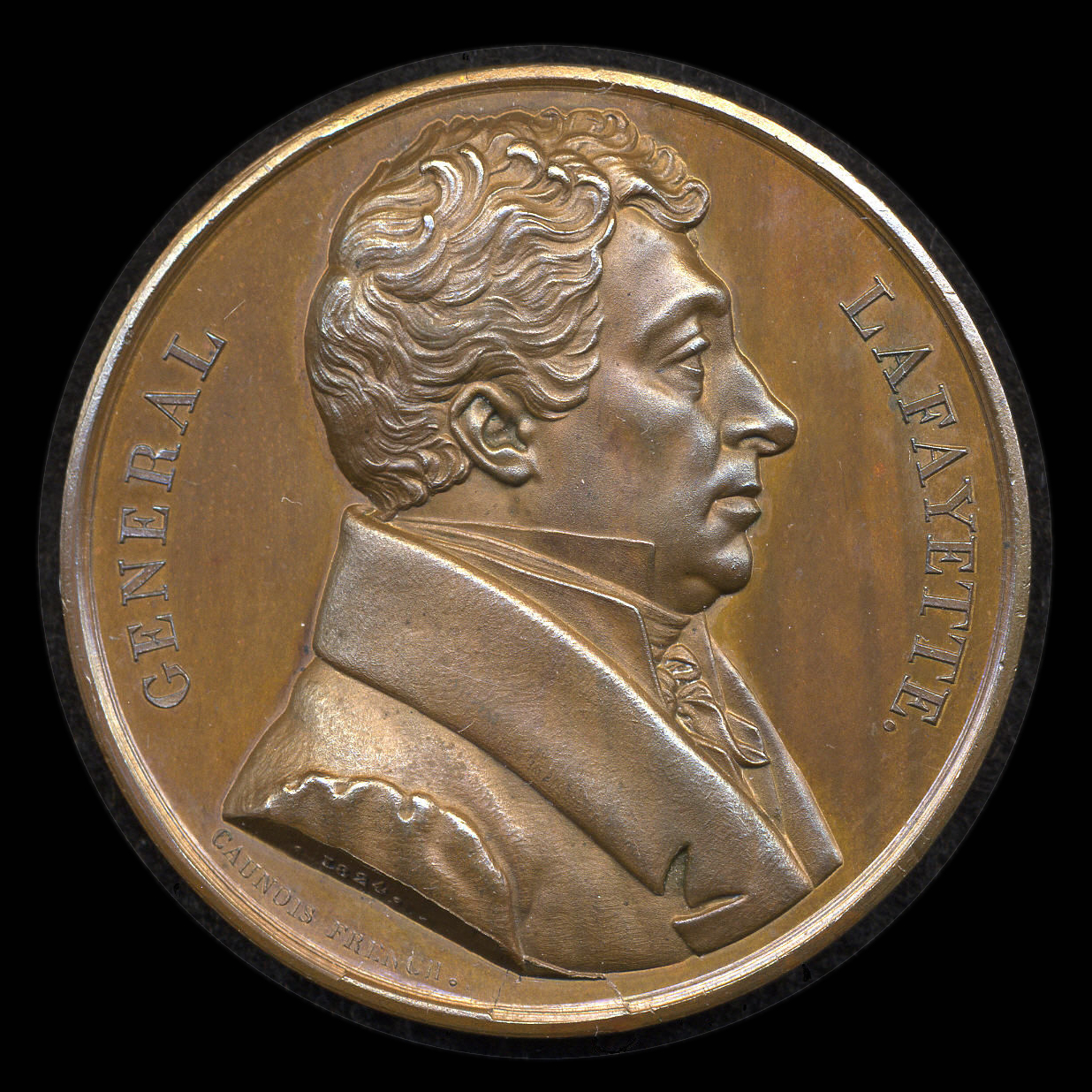
Медаль Лафайета 1824 года работы Франсуа-Огюстена Конуа

23 мая 1899 года Чарльз Барбер сообщил, что основой для аверса монеты послужат скульптура Вашингтона работы Жан-Антуана Гудона (и основанная на ней медаль «Вашингтон перед Бостоном» работы Бенжамена Дювивье) и медаль Лафайета 1824 года работы Франсуа-Огюстена Конуа.
Первоначально Пек и другие члены Комиссии не были удовлетворены проектными предложениями и предложили свои собственные. Среди прочего Пек предложил изобразить только лица государственных деятелей без остальной части головы и шеи. Барбер в ответ заявил, что, по его мнению, «к портретам Вашингтона и Лафайета следует относиться с точки зрения скульптора, и необходимо приложить все усилия, чтобы представить их с величием и достоинством, соразмерным той позиции, которую они занимают в истории страны». По указанию Робертса Барбер отправился в Нью-Йорк и провёл с Пеком двухдневную встречу (14 и 15 июня), после которой сообщил директору монетного двора, что Комиссия приняла решение вначале предоставить эскизы памятника коллегам в Париже, ответственным за возведение монумента, и лишь после одобрения предоставленных планов французским Комитетом принимать окончательное решение о дизайне монеты, в частности, об изображении памятника — с постаментом или без него. Барбер указал, что «это может произойти где-то в 1900 году».
20 июня 1899 года Барбер представил окончательные планы выпуска монеты, которые были утверждены Робертсом 1 июля. Однако споры о том, что должно быть на монете, не закончились: члены Комиссии утверждали, что монета, датированная 1900 годом, должна быть продана как можно раньше, в 1899 году. С другой стороны, министр финансов США Лайман Джадсон Гейдж, в соответствии с Монетным актом США 1873 года, настаивал на том, чтобы на монете была указана дата чеканки. В конце концов, вопрос был разрешён: монеты были отчеканены в декабре 1899 года, однако не были распространены до следующего месяца, и на монетах появилась надпись «Париж 1900» (англ. «PARIS ★ 1900»).

## Дизайн монеты

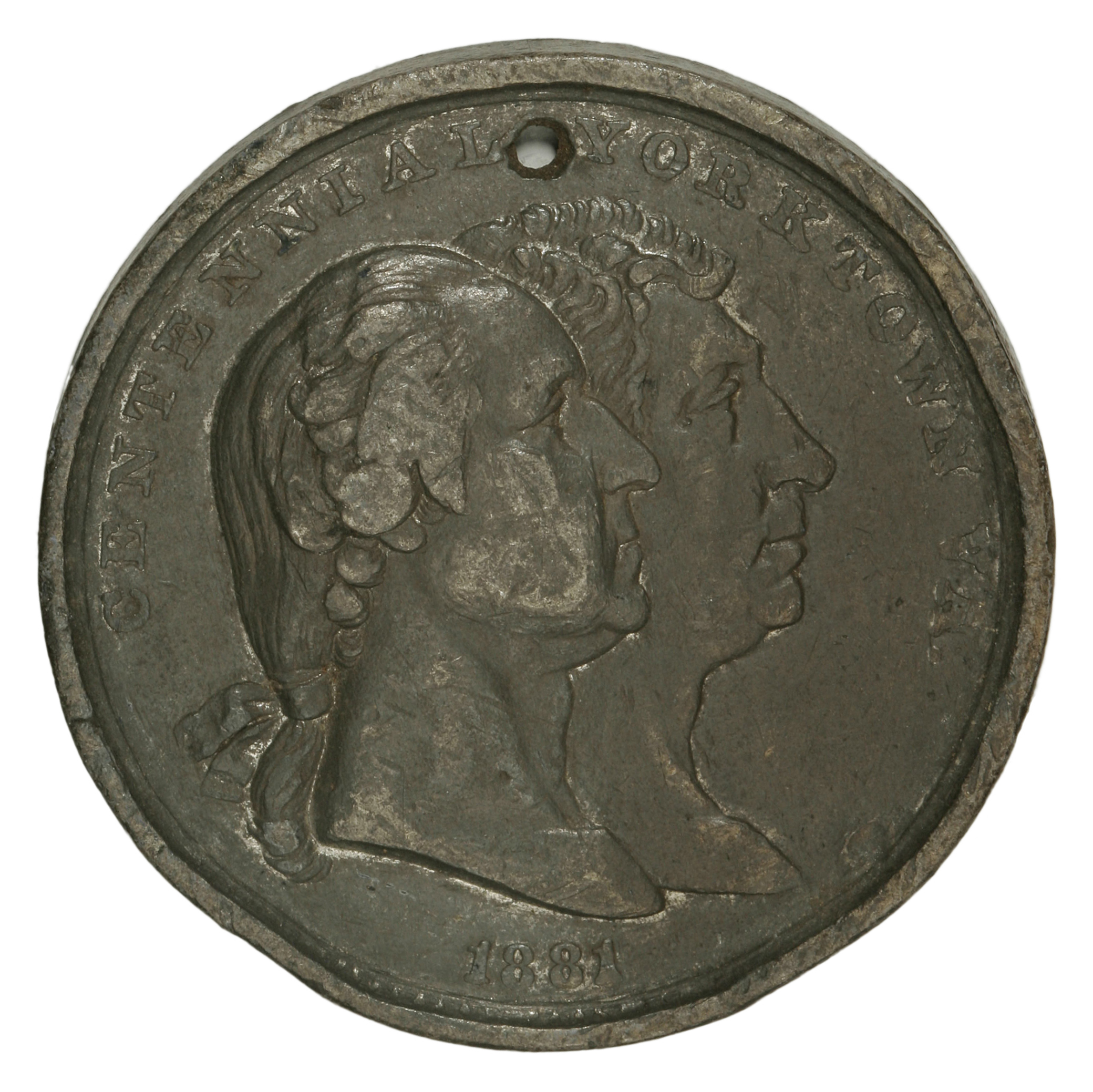
Медаль «В честь столетия сражения при Йорктауне» 1881 года работы Питера Кридера

На поле аверса монеты был помещён двойной портрет Вашингтона и Лафайета в профиль. Чарльз Барбер отметил, что хотя изображения были основаны на скульптуре Гудона и медали Конуа, непосредственным источником или идеей для дизайна стала медаль «В честь столетия сражения при Йорктауне» 1881 года работы Питера Кридера (англ. Peter Krider) — филадельфийского гравёра, разработавшего оформление для нескольких жетонов и медалей в период с 1870 по 1890 год. Сверху и снизу от портретов расположены, соответственно, надписи «Соединённые Штаты Америки» (англ. «UNITED • STATES • OF • AMERICA») и «Доллар Лафайета» (англ. «LAFAYETTE • DOLLAR»).
Изображение реверса основано на раннем наброске памятника работы Пола Вейланда Бартлетта: конная статуя Лафайета, повёрнутая в левую сторону. Монограмма гравёра Чарльза Барбера отсутствует на монете, однако на основании статуи фигурирует имя скульптора: «Бартлетт» (англ. «Bartlett»). Также от постамента отходит пальмовая ветвь. Круговая надпись: «Возведён молодёжью Соединённых Штатов в честь генерала Лафайета / Париж 1900» (англ. «ERECTED • BY • THE • YOUTH • OF • THE • UNITED • STATES • IN • HONOR • OF • GEN • LAFAYETTE / PARIS 
★ 1900») — отдаёт должное школьникам США, чьи благотворительные пожертвования помогли собрать часть средств на возведение монумента. Относительно даты чеканки монеты в издании «The Encyclopedia of United States Silver & Gold Commemorative Coins» указано, что даже после того, как дата, обозначенная на монете, будет принята за год возведения памятника, выпуск «всё равно будет нарушать Монетный акт 1873 года», в соответствии с которым на монетах должна быть указана дата чеканки, и, таким образом, «доллары Лафайета технически не датированы и потому выпущены незаконно».

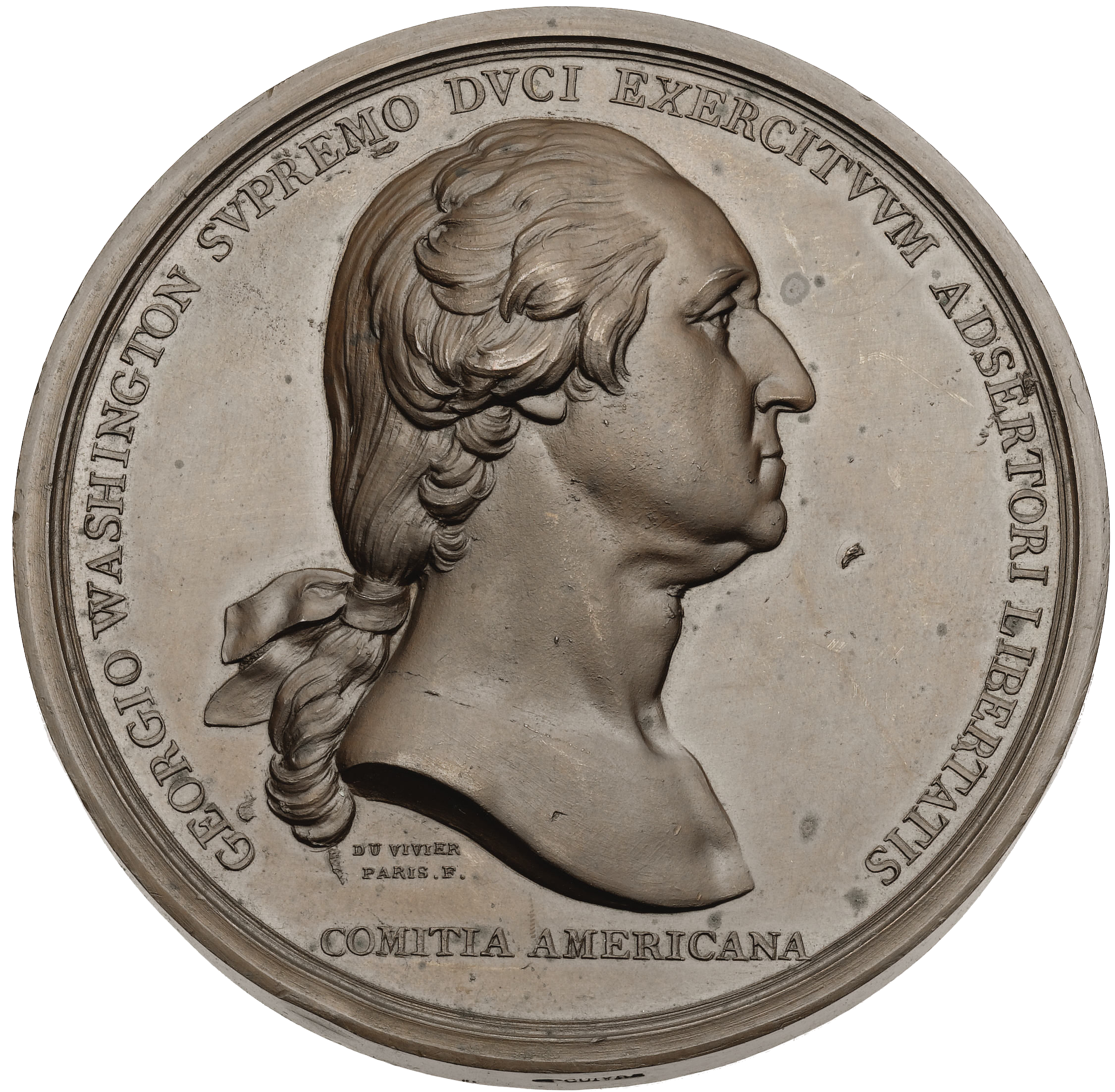
Медаль «Вашингтон перед Бостоном» работы Бенжамена Дювивье

На реверсе монеты генерал Лафайет держит шпагу в вытянутой руке, что не соответствует окончательному варианту проекта и возведённому в конечном итоге памятнику (оружие поднято вверх). Бартлетт так охарактеризовал эскиз, над которым работал Чарльз Барбер: «Лафайет представлен как факт и символ, предлагающий свой меч и услуги американским колонистам в деле [обретения] свободы. Он олицетворяет истинное благородство и восторженное сочувствие, проявленное Францией к нашим предкам».
Разработанный Чарльзом Барбером дизайн для монеты также подвергался критике: в частности, некоторые исследователи указывают на «безжизненную голову президента [Вашингтона]». Кроме того, американский нумизмат Дэвид Бауэрс отмечал, что «мелкий рельеф работы Барбера — всего лишь пародия на чрезвычайно детальное мастерство Кридера». В то же время, по словам искусствоведа Дона Таксея, «при сравнении работы Барбера с эскизами Дю Вивье и Конуа становится ясно, почему [оппонент Барбера] Сент-Годенс с презрением относился к „коммерческим медалистам монетного двора“». Наконец, искусствовед Корнелиус Вермейл указал, что «доллару Лафайета не хватает странной, устаревшей привлекательности квотера Изабеллы или забавной оригинальности полудоллара с изображением Колумба. Несмотря на необходимость низкого рельефа, портреты слишком линейны. Реверс страдает от слишком большого количества букв одинакового размера. Возможно, слов „Париж 1900“ было бы достаточно; самое большее, можно было добавить надпись „От молодёжи Соединённых Штатов“ (англ. „FROM THE YOUTH OF THE UNITED STATES”)».

## Выпуск в обращение
Все монеты были отчеканены на Филадельфийском монетном дворе 14 декабря 1899 года, ровно спустя сто лет со дня смерти Джорджа Вашингтона. В одном из номеров местной газеты Public Ledger появилась заметка:

На небольшой церемонии, посвящённой презентации монеты «Доллар Лафайета», присутствовало несколько чиновников монетного двора, члены Мемориальной комиссии Лафайета и несколько представителей прессы. После того, как [оператор станка для чеканки монет] мисс Глири отчеканила первый доллар, он был подарен суперинтенданту монетного двора, Генри Бойеру. Главный гравёр монетного двора, Чарльз Барбер, осмотрел монету, затем её передали Роберту Дж. Томпсону, секретарю Мемориальной комиссии, и, наконец, директору монетного двора, Джорджу Э. Робертсу. Монета была помещена мистером Робертсом в футляр и доставлена в Вашингтон, округ Колумбия, для передачи президенту Уильяму Мак-Кинли. Затем монета должна быть помещена в специальный кейс за 1000 долларов, который будет передан президенту Французской Республики.
Оригинальный текст (англ.)Present at this small Lafayette dollar ceremony were several Mint officials, members of the Lafayette Memorial Commission and a few members of the press. After Miss Gleary [the coining press operator] removed the first Lafayette dollar struck, she presented it to Mint Superintendent Henry Boyer. Mint Chief Engraver Charles E. Barber then inspected it. It was then shown to Robert J. Thompson, secretary of the Memorial Commission, and then given to Director of the Mint George E. Roberts. It was placed in a coin or medal case and brought back to Washington, D.C., by Mr. Roberts, to be given to President William McKinley. The coin was then to be sent in an elaborate $1,000 presentation case, to be given to the president of the French Republic.
Как только церемония в здании Филадельфийского монетного двора закончилась, выпуск монет был продолжен на старом монетном станке, способном чеканить 80 монет в минуту (4800 монет в час). Всего было выпущено 50 026 экземпляров, в их числе — 26 монет, отложенных для проверки и тестирования специальной комиссией.

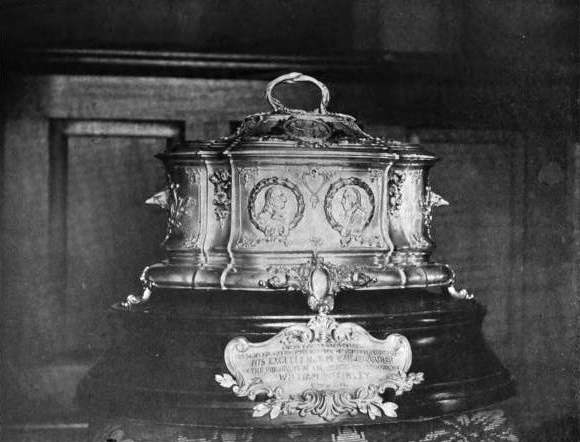
Футляр, в котором первый отчеканенный доллар Лафайета был подарен президенту Франции Эмилю Лубе

Ранее, в начале 1890-х годов, первые полдоллара с изображением Колумба были проданы за 10 000 долларов. Для первого доллара Лафайета было сделано схожее предложение — 5000 долларов. Однако оно было отклонено в связи с тем, что первая монета была отправлена в качестве презента президенту Франции. Томпсон, назначенный для этой цели специальным комиссаром США, доставил футляр с монетой во Францию на борту судна «S.S. La Champagne». Церемония была первоначально запланирована на 22 февраля 1900 года (день рождения Вашингтона), но состоялась 3 марта. Сразу после открытия мероприятия Томпсон передал футляр и монету президенту Франции Эмилю Лубе; оба объекта на сегодняшний день находятся на хранении в Лувре.
Мемориальная комиссия в процессе деятельности столкнулась с рядом финансовых трудностей. В январе 1900 года скульптор Чарльз Г. Нихаус задался вопросом, почему целью Комиссии был сбор 150 тысяч долларов — ни одна конная статуя до того времени не стоила более половины указанной суммы. Кроме того, на организацию подал в суд архитектор Генри Хорнбостел, требуя оплаты за созданный им проект постамента для статуи Бартлетта. В порядке внесудебного урегулирования ему были возмещены все расходы.

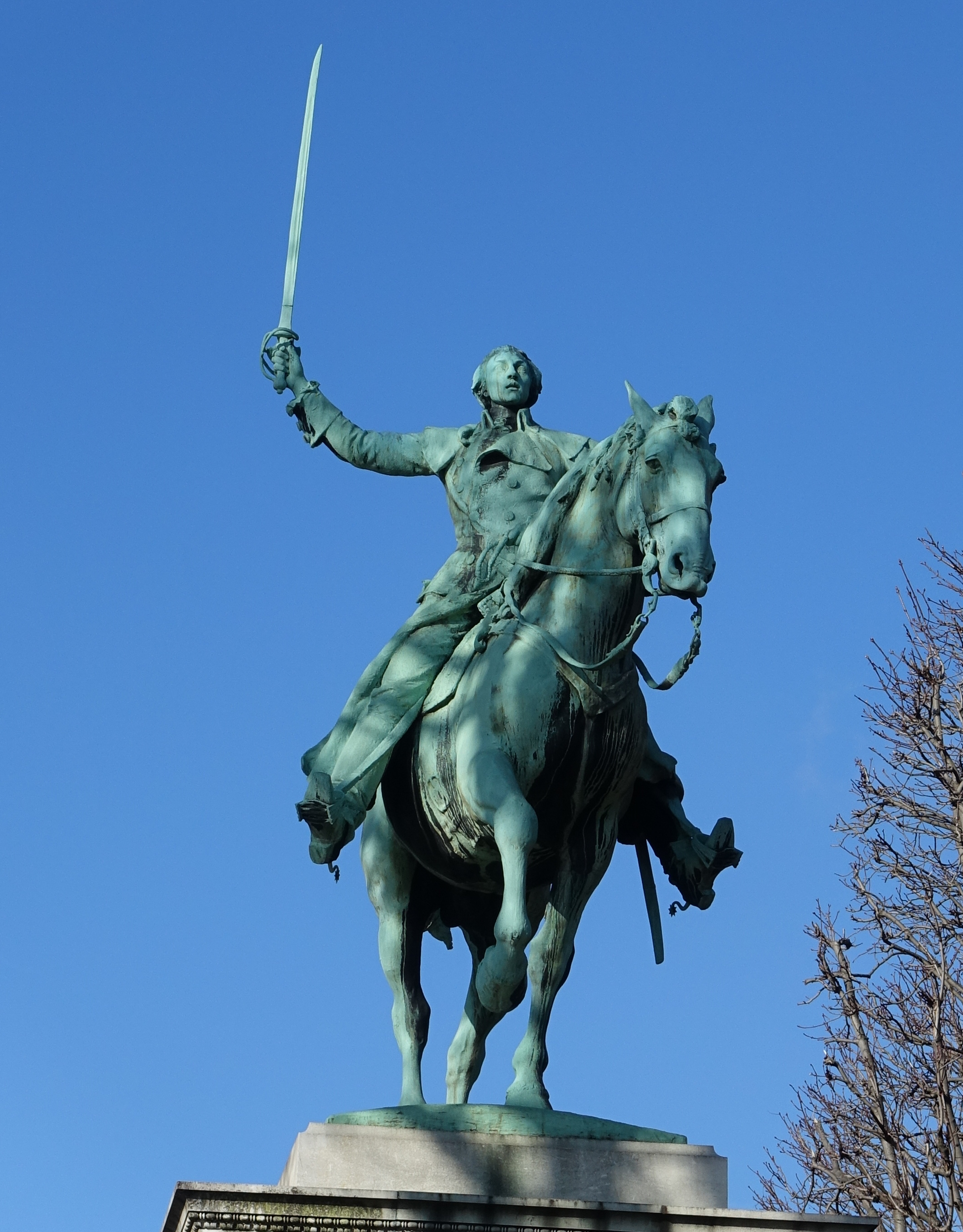
Памятник генералу Лафайету в Париже

Комиссия запоздала с окончательным заказом статуи Бартлетту, в результате оказалось невозможным вовремя подготовить последнюю бронзовую часть памятника — она была создана только в мае. Комиссия смогла подготовить полноразмерную гипсовую модель к 4 июля 1900 года; в тот же день статуя была торжественно установлена на площади Каррузель. Бартлетт, по его же словам, остался недоволен некоторыми деталями оформления памятника и исправил их к моменту открытия подлинного монумента. Бронзовая статуя его работы, значительно отличающаяся от гипсовой модели, изображённой на монете, была возведена в 1908 году. Изменениям, в частности, подверглась сама фигура Лафайета — в окончательном проекте памятника он представлен без шляпы, его рука со шпагой поднята вверх. Статуя простояла на площади почти восемьдесят лет, но была демонтирована в 1980-х годах во время установки стеклянной пирамиды Лувра (проект архитектора Бэй Юймина). На сегодняшний день памятник находится в парке Кур-Ла-Рейн в Париже, расположенном вдоль реки Сены.
Как только монеты были отчеканены, Комиссия объявила о начале их продажи по цене в 2 доллара за монету. Начиная с февраля 1900 года, когда Комиссия перенесла свою деятельность из Чикаго в Париж, продажа осуществлялась «Американским трастовым и сберегательным банком Чикаго» (англ. American Trust & Savings Bank of Chicago). Коллекционерам монет и нумизматам было продано лишь небольшое число выпущенных монет. Продажа через банк осуществлялась несколько лет. Вначале цены на вторичном рынке упали — монеты можно было купить за 1,1 доллара в 1903 году, но к 1920 году рыночная цена превысила установленную Комиссией, В дальнейшем цены неуклонно росли, достигнув 3,5 долларов к 1930 году, 5 долларов — в разгар «бума памятных монет» в июле 1936 года, 13 долларов — в 1950 году, 55 долларов — в 1960 году и 650 долларов — в 1975 году.
Спустя несколько лет после выпуска 14 000 монет были возвращены на монетный двор США и хранились в мешках (по 1000 долларов в каждом). Причиной тому стали неудовлетворительные продажи — в Париже было продано лишь 1800 штук, около 10 000 были возвращены в США. В 1945 году все однодолларовые монеты, находившиеся на хранении в монетном дворе, были переплавлены.

## Разновидности
В 1925 году нумизмат Джордж Клэпп обнаружил доллар Лафайета, отличавшийся от опубликованных после выпуска монеты описаний. Клэпп изучал данный вопрос в течение следующего десятилетия и обнаружил ещё две разновидности монеты. На сегодняшний день исследователи выделяют пять разновидностей доллара Лафайета, две из которых попадают в руки нумизматов в 90 % случаев, остальные встречаются значительно реже. По этой причине было выдвинуто предположение о том, что монеты были отчеканены по крайней мере на двух станках, а не на одном, как обычно сообщается, — замещающие матрицы использовались по мере износа оригинальных. Различия между монетами незначительны, поэтому доллар Лафайета редко приобретается исходя из типа штампа, и более редкие экземпляры имеют лишь незначительную разницу в цене по сравнению с распространёнными.
В издании A Guide Book of United States Coins, выпущенном в 2018 году, указывается, что доллар Лафайета имеет стоимость в 485 долларов в почти превосходном состоянии (AU-50, AU) и от 15 000 долларов — в превосходном (MS-66, BU). Одна из монет в превосходном состоянии (MS-67, BU) была продана в 2015 году за 73 438 долларов. Большинство долларов Лафайета имеют следы взаимодействия с другими монетами, полученные при чеканке; по мнению исследователей, со стороны монетного двора не было предпринято никаких попыток сохранить внешний вид выпущенных монет.
Время от времени нумизматам встречаются подделки монет. Кроме того, некоторыми дилерами используются различные методы придания подлинным экземплярам лучшего внешнего вида. Для этого чаще всего производится полировка, которая повреждает поверхность монеты и образующуюся на ней патину.

### Комментарии
1. ↑  Монета была выпущена также в ознаменование столетия со дня смерти Джорджа Вашингтона — весь тираж был отчеканен 14 декабря (день смерти первого президента) 1899 года.
2. ↑  Без учёта 26 пробных монет[8].
3. ↑  В соответствии с этим решением, Министерство финансов США закупило 38 675,875 тройской унции серебра по цене в 23 032,8 доллара[21].
4. ↑  Заявление директора монетного двора появилось в апрельском выпуске издания от 1899 года[26].